# 652
Năm 652 là một năm trong lịch Julius. 